# Đội tuyển bóng đá U-23 quốc gia Ả Rập Xê Út
Đội tuyển bóng đá U-23 quốc gia Ả Rập Xê Út, còn được gọi là đội tuyển bóng đá Olympic Ả Rập Xê Út, là đội tuyển quốc gia dưới 23 tuổi đại diện cho Ả Rập Xê Út tại Thế vận hội, Á vận hội, Cúp bóng đá U-23 châu Á, Giải vô địch bóng đá U-23 GCC và các giải đấu bóng đá U-23 quốc tế khác. Đội tuyển được quản lý bởi Liên đoàn bóng đá Ả Rập Xê Út (SAFF).

## Thành tích tại các giải đấu

### Thế vận hội
| Thế vận hội Mùa hè | Thế vận hội Mùa hè                 | Thế vận hội Mùa hè                 | Thế vận hội Mùa hè                 | Thế vận hội Mùa hè                 | Thế vận hội Mùa hè                 | Thế vận hội Mùa hè                 | Thế vận hội Mùa hè                 | Thế vận hội Mùa hè                 |
| Năm                | Kết quả                            | Vị trí                             | ST                                 | T                                  | H*                                 | B                                  | BT                                 | BB                                 |
| ------------------ | ---------------------------------- | ---------------------------------- | ---------------------------------- | ---------------------------------- | ---------------------------------- | ---------------------------------- | ---------------------------------- | ---------------------------------- |
| 1908 đến 1988      | Xem đội tuyển quốc gia Ả Rập Xê Út | Xem đội tuyển quốc gia Ả Rập Xê Út | Xem đội tuyển quốc gia Ả Rập Xê Út | Xem đội tuyển quốc gia Ả Rập Xê Út | Xem đội tuyển quốc gia Ả Rập Xê Út | Xem đội tuyển quốc gia Ả Rập Xê Út | Xem đội tuyển quốc gia Ả Rập Xê Út | Xem đội tuyển quốc gia Ả Rập Xê Út |
| 1992               | Không vượt qua vòng loại           | Không vượt qua vòng loại           | Không vượt qua vòng loại           | Không vượt qua vòng loại           | Không vượt qua vòng loại           | Không vượt qua vòng loại           | Không vượt qua vòng loại           | Không vượt qua vòng loại           |
| 1996               | Vòng bảng                          | 15th                               | 3                                  | 0                                  | 0                                  | 3                                  | 2                                  | 5                                  |
| 2000               | Không vượt qua vòng loại           | Không vượt qua vòng loại           | Không vượt qua vòng loại           | Không vượt qua vòng loại           | Không vượt qua vòng loại           | Không vượt qua vòng loại           | Không vượt qua vòng loại           | Không vượt qua vòng loại           |
| 2004               | Không vượt qua vòng loại           | Không vượt qua vòng loại           | Không vượt qua vòng loại           | Không vượt qua vòng loại           | Không vượt qua vòng loại           | Không vượt qua vòng loại           | Không vượt qua vòng loại           | Không vượt qua vòng loại           |
| 2008               | Không vượt qua vòng loại           | Không vượt qua vòng loại           | Không vượt qua vòng loại           | Không vượt qua vòng loại           | Không vượt qua vòng loại           | Không vượt qua vòng loại           | Không vượt qua vòng loại           | Không vượt qua vòng loại           |
| 2012               | Không vượt qua vòng loại           | Không vượt qua vòng loại           | Không vượt qua vòng loại           | Không vượt qua vòng loại           | Không vượt qua vòng loại           | Không vượt qua vòng loại           | Không vượt qua vòng loại           | Không vượt qua vòng loại           |
| 2016               | Không vượt qua vòng loại           | Không vượt qua vòng loại           | Không vượt qua vòng loại           | Không vượt qua vòng loại           | Không vượt qua vòng loại           | Không vượt qua vòng loại           | Không vượt qua vòng loại           | Không vượt qua vòng loại           |
| 2020               | Vòng bảng                          | 15th                               | 3                                  | 0                                  | 0                                  | 3                                  | 4                                  | 8                                  |
| 2024               | Không vượt qua vòng loại           | Không vượt qua vòng loại           | Không vượt qua vòng loại           | Không vượt qua vòng loại           | Không vượt qua vòng loại           | Không vượt qua vòng loại           | Không vượt qua vòng loại           | Không vượt qua vòng loại           |
| 2028               | Chưa xác định                      | Chưa xác định                      | Chưa xác định                      | Chưa xác định                      | Chưa xác định                      | Chưa xác định                      | Chưa xác định                      | Chưa xác định                      |
| 2032               | Chưa xác định                      | Chưa xác định                      | Chưa xác định                      | Chưa xác định                      | Chưa xác định                      | Chưa xác định                      | Chưa xác định                      | Chưa xác định                      |
| Tổng số            | Tốt nhất: Vòng bảng                | 1/7                                | 3                                  | 0                                  | 0                                  | 3                                  | 2                                  | 5                                  |

*Biểu thị các trận hòa bao gồm các trận đấu vòng đấu loại trực tiếp được quyết định vào loạt sút luân lưu.

### Cúp bóng đá U-23 châu Á
| Cúp bóng đá U-23 châu Á | Cúp bóng đá U-23 châu Á | Cúp bóng đá U-23 châu Á | Cúp bóng đá U-23 châu Á | Cúp bóng đá U-23 châu Á | Cúp bóng đá U-23 châu Á | Cúp bóng đá U-23 châu Á | Cúp bóng đá U-23 châu Á | Cúp bóng đá U-23 châu Á |         | Vòng loại Cúp bóng đá U-23 châu Á | Vòng loại Cúp bóng đá U-23 châu Á | Vòng loại Cúp bóng đá U-23 châu Á | Vòng loại Cúp bóng đá U-23 châu Á | Vòng loại Cúp bóng đá U-23 châu Á | Vòng loại Cúp bóng đá U-23 châu Á |
| Năm                     | Vòng                    | Vị trí                  | ST                      | T                       | H*                      | B                       | BT                      | BB                      | ST      | T                                 | H                                 | B                                 | BT                                | BB                                |                                   |
| ----------------------- | ----------------------- | ----------------------- | ----------------------- | ----------------------- | ----------------------- | ----------------------- | ----------------------- | ----------------------- | ------- | --------------------------------- | --------------------------------- | --------------------------------- | --------------------------------- | --------------------------------- | --------------------------------- |
| 2013                    | Á quân                  | 2nd                     | 6                       | 4                       | 0                       | 2                       | 9                       | 7                       | 5       | 4                                 | 1                                 | 0                                 | 15                                | 2                                 |                                   |
| 2016                    | Vòng bảng               | 12th                    | 3                       | 0                       | 2                       | 1                       | 5                       | 6                       | 4       | 3                                 | 1                                 | 0                                 | 9                                 | 1                                 |                                   |
| 2018                    | Vòng bảng               | 13th                    | 3                       | 0                       | 2                       | 1                       | 2                       | 3                       | 3       | 2                                 | 0                                 | 1                                 | 11                                | 3                                 |                                   |
| 2020                    | Á quân                  | 2nd                     | 6                       | 4                       | 1                       | 1                       | 5                       | 2                       | 3       | 2                                 | 1                                 | 0                                 | 9                                 | 1                                 |                                   |
| 2022                    | Vô địch                 | 1st                     | 6                       | 5                       | 1                       | 0                       | 13                      | 0                       | 2       | 1                                 | 0                                 | 1                                 | 4                                 | 2                                 |                                   |
| 2024                    | Tứ kết                  | 7th                     | 4                       | 2                       | 0                       | 2                       | 10                      | 6                       | 3       | 3                                 | 0                                 | 0                                 | 12                                | 2                                 |                                   |
| 2026                    | Chủ nhà                 | Chủ nhà                 | Chủ nhà                 | Chủ nhà                 | Chủ nhà                 | Chủ nhà                 | Chủ nhà                 | Chủ nhà                 | Chủ nhà | Chủ nhà                           | Chủ nhà                           | Chủ nhà                           | Chủ nhà                           | Chủ nhà                           |                                   |
| Tổng cộng               | Vô địch                 | 6/6                     | 28                      | 15                      | 6                       | 7                       | 44                      | 24                      | 20      | 15                                | 3                                 | 2                                 | 60                                | 11                                |                                   |

*Các trận hòa bao gồm các trận đấu thuộc vòng đấu loại trực tiếp được quyết định bằng loạt sút luân lưu.

### Đại hội Thể thao châu Á
| Đại hội Thể thao châu Á | Đại hội Thể thao châu Á              | Đại hội Thể thao châu Á              | Đại hội Thể thao châu Á              | Đại hội Thể thao châu Á              | Đại hội Thể thao châu Á              | Đại hội Thể thao châu Á              | Đại hội Thể thao châu Á              | Đại hội Thể thao châu Á              | Đại hội Thể thao châu Á              |                                      |
| Năm                     | Vòng                                 | Vị trí                               | ST                                   | T                                    | H*                                   | B                                    | BT                                   | BB                                   | Đội hình                             |                                      |
| ----------------------- | ------------------------------------ | ------------------------------------ | ------------------------------------ | ------------------------------------ | ------------------------------------ | ------------------------------------ | ------------------------------------ | ------------------------------------ | ------------------------------------ | ------------------------------------ |
| 1951 đến 1998           | Xem đội tuyển thanh niên Ả Rập Xê Út | Xem đội tuyển thanh niên Ả Rập Xê Út | Xem đội tuyển thanh niên Ả Rập Xê Út | Xem đội tuyển thanh niên Ả Rập Xê Út | Xem đội tuyển thanh niên Ả Rập Xê Út | Xem đội tuyển thanh niên Ả Rập Xê Út | Xem đội tuyển thanh niên Ả Rập Xê Út | Xem đội tuyển thanh niên Ả Rập Xê Út | Xem đội tuyển thanh niên Ả Rập Xê Út | Xem đội tuyển thanh niên Ả Rập Xê Út |
| 2002                    | Không tham dự                        | Không tham dự                        | Không tham dự                        | Không tham dự                        | Không tham dự                        | Không tham dự                        | Không tham dự                        | Không tham dự                        | Không tham dự                        | Không tham dự                        |
| 2006                    | Không tham dự                        | Không tham dự                        | Không tham dự                        | Không tham dự                        | Không tham dự                        | Không tham dự                        | Không tham dự                        | Không tham dự                        | Không tham dự                        | Không tham dự                        |
| 2010                    | Không tham dự                        | Không tham dự                        | Không tham dự                        | Không tham dự                        | Không tham dự                        | Không tham dự                        | Không tham dự                        | Không tham dự                        | Không tham dự                        | Không tham dự                        |
| 2014                    | Tứ kết                               | 6th                                  | 5                                    | 3                                    | 0                                    | 2                                    | 9                                    | 6                                    | Đội hình                             |                                      |
| 2018                    | Tứ kết                               | 8th                                  | 5                                    | 2                                    | 1                                    | 2                                    | 8                                    | 8                                    | Đội hình                             |                                      |
| 2022                    | Tứ kết                               | 8th                                  | 5                                    | 3                                    | 1                                    | 1                                    | 9                                    | 3                                    | Đội hình                             |                                      |
| 2026                    | Chưa xác định                        | Chưa xác định                        | Chưa xác định                        | Chưa xác định                        | Chưa xác định                        | Chưa xác định                        | Chưa xác định                        | Chưa xác định                        | Chưa xác định                        | Chưa xác định                        |
| 2030                    | Chưa xác định                        | Chưa xác định                        | Chưa xác định                        | Chưa xác định                        | Chưa xác định                        | Chưa xác định                        | Chưa xác định                        | Chưa xác định                        | Chưa xác định                        | Chưa xác định                        |
| 2034                    | Chủ nhà                              | Chủ nhà                              | Chủ nhà                              | Chủ nhà                              | Chủ nhà                              | Chủ nhà                              | Chủ nhà                              | Chủ nhà                              | Chủ nhà                              | Chủ nhà                              |
| Tổng số                 | Tốt nhất: Tứ kết                     | 3/5                                  | 15                                   | 8                                    | 2                                    | 5                                    | 26                                   | 17                                   | -                                    |                                      |

*Biểu thị các trận hòa bao gồm các trận đấu vòng đấu loại trực tiếp được quyết định vào loạt sút luân lưu.

### Giải vô địch bóng đá U-23 GCC
| Giải vô địch bóng đá U-23 GCC | Giải vô địch bóng đá U-23 GCC | Giải vô địch bóng đá U-23 GCC | Giải vô địch bóng đá U-23 GCC | Giải vô địch bóng đá U-23 GCC | Giải vô địch bóng đá U-23 GCC | Giải vô địch bóng đá U-23 GCC | Giải vô địch bóng đá U-23 GCC | Giải vô địch bóng đá U-23 GCC | Giải vô địch bóng đá U-23 GCC |
| Năm                           | Vòng                          | Vị trí                        | ST                            | T                             | H*                            | B                             | BT                            | BB                            |                               |
| ----------------------------- | ----------------------------- | ----------------------------- | ----------------------------- | ----------------------------- | ----------------------------- | ----------------------------- | ----------------------------- | ----------------------------- | ----------------------------- |
| 2008                          | Vô địch                       | 1st                           | 4                             | 3                             | 1                             | 0                             | 7                             | 2                             |                               |
| 2010                          | Vòng bảng                     | 5th                           | 2                             | 0                             | 1                             | 1                             | 1                             | 2                             |                               |
| 2011                          | Hạng ba                       | 3rd                           | 4                             | 3                             | 0                             | 1                             | 11                            | 5                             |                               |
| 2012                          | Vô địch                       | 1st                           | 4                             | 3                             | 1                             | 0                             | 9                             | 1                             |                               |
| 2013                          | Á quân                        | 2nd                           | 4                             | 3                             | 0                             | 1                             | 6                             | 3                             |                               |
| 2015                          | Vô địch                       | 1st                           | 4                             | 2                             | 1                             | 1                             | 11                            | 8                             |                               |
| Tổng số                       | Tốt nhất: 3 lần               | 6/6                           | 22                            | 14                            | 4                             | 4                             | 45                            | 21                            |                               |

*Các trận hòa bao gồm các trận đấu vòng đấu loại trực tiếp được quyết định vào loạt sút luân lưu.
**Màu nền vàng chỉ ra giải đấu đã thắng.
***Màu viền đỏ chỉ ra giải đấu đã tổ chức trên đất nhà.

## Các cầu thủ

### Các đội hình lần trước
| Thế vận hội - Đội hình bóng đá tại Thế vận hội Mùa hè 1996 | Đại hội Thể thao châu Á - Đội hình bóng đá tại Đại hội Thể thao châu Á 2014 | Giải vô địch bóng đá U-23 châu Á - Đội hình giải vô địch bóng đá U-22 châu Á 2013 - Đội hình giải vô địch bóng đá U-23 châu Á 2016 - Đội hình giải vô địch bóng đá U-23 châu Á 2018 |